# Nationaal park Viruá
Nationaal park Virua is een nationaal park in Brazilië. Het heeft een oppervlakte van 227.011 ha. Het is gelegen in de staat Roraima, in de gemeente Caracaraí, en is gesticht in 1998. 
Voor het grootste deel is het park bijna vlak, met overwegend zandgronden en veel meren. Er is een grote diversiteit aan soorten met vogels als de Jabiru mycteria, Pandion haliaetus, de zilverreiger Egretta thula, Tigrosoma lineatum en Jacana jacana en andere bedreigde diersoorten zoals de jaguar (Panthera onca), poema (Felis pardalis) en de tapir (Tapirus terrestris).